# Río Zumeta
Río Zumeta är ett vattendrag i Spanien.   Det ligger i provinsen Provincia de Albacete och regionen Kastilien-La Mancha, i den sydöstra delen av landet, 270 km söder om huvudstaden Madrid.